# ديفيد كابريرا (لاعب كرة قدم مواليد 1989)
ديفيد كابريرا (بالإسبانية: David Cabrera) هو لاعب كرة قدم مكسيكي في مركز الوسط، ولد في 7 سبتمبر 1989 في مدينة مكسيكو في المكسيك. شارك مع منتخب المكسيك تحت 20 سنة لكرة القدم ومنتخب المكسيك تحت 23 سنة لكرة القدم. أما مع النوادي، فقد لعب مع نادي أونيفرسيداد ناسيونال.

## وصلات خارجية
- ديفيد كابريرا (لاعب كرة قدم مواليد 1989) على موقع قاعدة بيانات كرة القدم.إي يو (الإنجليزية)
- ديفيد كابريرا (لاعب كرة قدم مواليد 1989) على موقع Soccerway.com (الإنجليزية)
- ديفيد كابريرا (لاعب كرة قدم مواليد 1989) على موقع AS.com (الإسبانية)